# Manfredi (Córdoba)
Manfredi es una localidad argentina ubicada en el departamento Río Segundo, en la Provincia de Córdoba, a 55 km de Córdoba capital. Fue fundada por Santos Manfredi, terrateniente y empresario cerealero oriundo de Córcega (Francia), propietario de más de 270 000 hectáreas de campos en Oncativo. Según datos del censo de 2010, la población de la localidad era de 964 habitantes. En el censo de 2022 se contabilizó un total de 1139 habitantes.
La localidad se encuentra a la vera de la RN 9 km 690, a 4 km de la autopista Rosario-Córdoba y a 12 km de la RP 10, que conecta con la RN 158 del Mercosur.

## Geografía
Manfredi se encuentra al Sur del Departamento Río Segundo. Limita al norte con Laguna Larga, al este los departamentos San Justo y Unión, al oeste Lagunilla, y al sur con los departamentos Tercero Arriba y General San Martín.

### Características del paisaje
Se encuentra en la región del "Dominio de las Llanuras Orientales de muy baja pendiente (2 por mil) de este a estenordeste, con altitudes de 360 (oeste) a 160 (este) m s. n. m. Son limos loésicos, fluviales y lacustres, con el borde occidental de arenas fluviales de terrazas y conos de deyección del piedemonte.

### Limitaciones de uso
Deficiencia hídrica, relieves planos anegables del piedemonte y salinidad alcalinidad y anegamientos en la depresión oriental.

### Flora
Corresponde al "Dominio Espinal" conservándose montes de algarrobo blanco y algarrobo negro, con mistol e itín, chañares, talas, tuscas, pejes,chalas

### Agricultura y ganadería
- Áreas agrícolas, 80 %: soja, trigo, maíz, maní en menor proporción
- Áreas inundables, cojín vegetación natural de juncos, saetas, alvales y espartillares: área de pastoreo

### Subsuelo
Formación Pampeana
- De 0 a 70 m, limos pardos grisáceos, meteorizados y diagenéticos, con depósitos de Fe y Mn.
- De 70 a 90 m, limos pardos rojizos y amarillos, libres de carbonato de calcio pero con concreciones calcáreas.

Formación Puelche
- De 90 a 125 m, arenas pardas amarillentas y grisáceas
- De 125 a 170 m, limos y arcillas verdes grisáceos, con intercalación de arenas.

Formación Paraná
- De 170 a 220 m, arcillas oscuras azul grisáceas y verde grisáceas, con capas de arenas y de arenas finas.
- De 220 m a más, arcillas verdosas oscuras y pardo oscuras.

### Clima
La región se ubica dentro del clima templado continental semiseco con tendencia subhúmedo con 50 a 100 mm de déficit hídrico anual. Tiene verano cálido e invierno frío, no riguroso. Hay predominio de vientos del nordeste. En invierno son más frecuentes los vientos del sur. La velocidad media del viento es de 12 km/h
- Temperatura media anual: 18 °C, máxima media anual 26 °C, la mínima media anual 10 °C.
- Lluvias: en la isohieta de 700 a 800 mm (se producen en verano y principios de otoño)
- Período libre de heladas: de octubre hasta la 1.ª quincena de mayo.

### Hidrografía
Está en la "Cuenca endorreica de Mar Chiquita" sobre la vertiente septentrional de divisorias de agua de las cuencas de Mar Chiquita y del sistema del río Carcarañá. La poca pendiente, la escasa percolación del agua favorecen el encharcamiento y la presencia de lagunas, y cañadas.

### Sismicidad
La sismicidad de la región de Córdoba es frecuente y de intensidad baja, y un silencio sísmico de terremotos medios a graves cada 30 años en áreas aleatorias. Sus últimas expresiones se produjeron:
- 22 de septiembre de 1908 (116 años), a las 17.00 UTC-3, con 6,5 Richter, escala de Mercalli VII; ubicación 30°30′0″S 64°30′0″O / -30.50000, -64.50000; profundidad: 100 km; produjo daños en Deán Funes, Cruz del Eje y Soto, provincia de Córdoba, y en el sur de las provincias de Santiago del Estero, La Rioja y Catamarca[4]

- 16 de enero de 1947 (78 años), a las 2.37 UTC-3, con una magnitud aproximadamente de 5,5 en la escala de Richter (terremoto de Córdoba de 1947)[3]

- 28 de marzo de 1955 (70 años), a las 6.20 UTC-3 con 6,9 Richter: además de la gravedad física del fenómeno se unió el desconocimiento absoluto de la población a estos eventos recurrentes (terremoto de Villa Giardino de 1955)

- 7 de septiembre de 2004 (20 años), a las 8.53 UTC-3 con 4,1 Richter

- 25 de diciembre de 2009 (15 años), a las 21.42 UTC-3 con 4,0 Richter

## Historia
Santos Manfredi y Julián Parr compran a la Compañía Argentina de Tierras e Inversiones el campo conocido como Colonia Parman en 1903.
Luego, subdividieron estos terrenos para arrendarlas a agricultores inmigrantes.
En 1914 el Ing. Escauriza realiza el primer plano del pueblo a pedido de sus propietarios; y esta es la fecha que se toma como fundación de la localidad.
Santos Manfredi donó una gran cantidad de tierras al Ministerio de Agricultura de la Nación para crear una estación experimental, donde se investigarían las posibilidades del suelo y los granos de la región; la misma comenzó a funcionar desde 1928. En 1956 se da lugar a la creación del Instituto Nacional de Tecnología Agropecuaria (INTA); desde entonces la Estación Experimental Agropecuaria (EEA) Manfredi es uno de los centros más avanzados en cuanto a tecnología rural de Sudamérica.
Según las investigaciones del historiador cordobés Efraín Bischoff, el lugar donde se desarrolló la Batalla de Oncativo o Laguna Larga en 1830, entre los unitarios de José María Paz y los federales de Facundo Quiroga se ubicaría muy cerca de la actual localidad de Manfredi.

## INTA
El Instituto Nacional de Tecnología Agropecuaria cuenta con una importantísima Unidad Experimental de 1600 ha para investigación, experimentación y extensión agropecuaria: la Estación Experimental Agropecuaria (EEA) Manfredi.

## Infraestructura y servicios

### Radiodifusión
- Radio FM Libre. En 2001 se creó la primera radio local, Radio Manfredi, de carácter comunitario y que cubría el radio urbano y parte de la zona rural circundante en la frecuencia de 100.1. Su creador fue Daniel Hernández, quien creyó necesario un medio local donde se expresaran las voces de las y los vecinos además de difundir su música. El hecho tuvo gran aceptación por parte de los habitantes del pueblo y en ese medio se formaron trabajadores de radio que más adelante continuarían sus carreras en otros medios de la zona. En 2004 pasó a llamarse FM Libre, transmitiendo en 101.9 y continuó transmitiendo hasta 2009.
- Easy FM 97.3 (97.3 MHz). En 2004 comenzó a transmitir Easy Fm 97.3, una radio comercial con programación casi totalmente musical. En su página web, se brinda esta definición  : "Con una programación de música especialmente seleccionada, para un público calificado y exigente, EasyFM es siempre sinónimo de Buena Música"
- Radio Libre (89.1 MHz). A partir de 2011, comienza a transmitir una nueva radio comunitaria que toma el nombre de FM Libre pero que no tiene ninguna relación con la anterior.
- FM Latinoamericana (93.7 MHz)

Radios que se reciben
Recibe LW1 y LRA 7 (nacionales) y LV2 y LV3 (privadas) en AM. En FM: LRA7 Nacional, LW1 Líder, LV2 Láser y 100,5 FM Córdoba.